# ARB dal traject
De Arth-Rigi-Bahn (afgekort: ARB) was een Zwitserse spoorlijn, gelegen in het kanton Schwyz. Het normaalspoor traject liep van het station Arth-Goldau naar Arth am See gelegen aan de Zuger See.

## Geschiedenis
Toen de bevolking van Arth, gelegen in het kanton Schwyz, hoorde van de bouw van een spoorlijn naar Rigi aan de zijde van het kanton Luzern, werd in 1870 door het kanton Schwyz een concessie verstrekt voor een traject dat liep van het station Arth-Goldau van Rigi Staffelhöhe naar Rigi Kulm. Het traject van Rigi Staffelhöhe naar Rigi Kulm werd op 23 juni 1873 geopend.
In 1874 werd het traject Arth-Oberarth-Goldau geopend en op 4 juni 1875 werd het hele traject van de Arth-Rigi-Bahn in gebruik genomen. In 1881 werd het daltraject van Arth am See bij de Zuger See gescheiden van het bergtraject. Het brugstation werd in 1897 geopend.
Het daltraject werd in 1959 stilgelegd en opgebroken.

## Elektrische tractie
Het traject van de ARB werd op 1 mei 1907 geëlektrificeerd met een spanning 1500 volt gelijkstroom.